# Bilboko Gaztetxean
Bilboko Gaztetxean es el primer LP de M.C.D., que a diferencia de lo que suele ser habitual, fue grabado en directo en el Gaztetxe de Bilbo, okupa emblemática por aquel entonces en pleno Casco Viejo de Bilbao. El grupo grabó este trabajo con cierta urgencia, movidos por la necesidad de editar de una vez temas compuestos varios años antes. Puta cerda y Bilbao, Mierda y Rock & Roll eran de 1979, y No hay libertad de expresión y M.C.D. de 1980.
Bernar, hermano de Niko y batería que les ayudó hasta la llegada de Jimi, impuso en los ensayos preparatorios la utilización de un metrónomo para evitar que el grupo se acelerase al tocar en este directo. De hecho, a toro pasado, entre aficionados de la banda existe la sensación de que parecen tocar con el freno de mano puesto. Además, una inundación en el estudio de grabación (Pan Pot) malogró parte del material registrado, con lo que hubo que prescindir de varios temas, o arreglar con nuevas grabaciones algunos otros. A pesar de ello, el disco pasa por ser un clásico del género de aquellos años. Los doce temas que contiene pueden estar, casi con toda seguridad, entre los favoritos de los seguidores de la banda.
La portada es una caricatura de la estatua situada en la bilbaína Plaza Circular de Don Diego López de Haro, Señor de Vizcaya con la carta fundacional de la villa en la mano. La contraportada es una fotografía del grupo en directo. Aunque el diseño de la portada y contraportada se asigna al grupo, en la hoja con las letras de las canciones aparece el nombre de Niko como responsable de los dibujos que acompañan a cada una de ellas.
Es un disco cargado de crítica social, contestataria y de revuelta contra nuestro día a día. Es el disco de M.C.D. en el que el grupo se centra en este tipo de cuestiones, dejando a un lado la vertiente más festiva, callejera y de canto al cerveceo de bares presente en otros trabajos. Así Ruido de sables, Pánico en las calles y Terrorista, constituyen una auténtica batería en contra de militares, guardia civil y policías nacionales. Violencia macarra, 35 millones de borregos y Squatters, el himno a favor de la ocupación, se encargan de la parte más social, la de la calle; M.C.D. no es una autodedicatoria como se hiciera por ejemplo Cicatriz, sino una excusa para dar rienda suelta al anticlericalismo de la banda a ritmo de guitarras sucias. Bilbao, mierda, Rock and Roll es el canto bastardo, punk a mil por hora a su ciudad del alma. El único tema en euskera, Popatik Hartzera, es el punto de política exterior en contra de los dos bloques internacionales de la época de la guerra fría. El tema Puta cerda, que habla en contra de las modas, creó cierta polémica. Finalmente No hay libertad de expresión es una versión del Stepping stone, no de Sex Pistols, como anuncia Rockan en la grabación, sino de The Monkees como se especifica en la información del interior del disco. Aunque está claro que lo que realmente inspiró a M.C.D. fue el cómo la tocaba la mítica banda punk inglesa.
Rockan y Niko son los autores la composición de letras y/o música de todas las composiciones, a excepción de Pánico en las calles en la que Joakin aparece como autor de la música.

## Lista de canciones
1. "No más punkies muertos"
2. "Puta cerda"
3. "Violencia macarra"
4. "Ruido de sables"
5. "Pánico en las calles"
6. "Bilbao, Mierda, Rock and Roll"
7. "Terrorista"
8. "35 millones de borregos archivados"
9. "No hay libertad de expresión"
10. "Squatters"
11. "Popatik Hartzera!"
12. "M.C.D."

## Personal
- Rockan: Voz.
- Niko: Bajo.
- Joakin: Guitarra solista, coros.
- Bernar: Batería.

### Otros
- Iñaki G. Bilbao: Productor y Técnico de Grabación.
- Niko: Ilustraciones de portada e interior.